# ディオイラ圏
ディオイラ圏（ディオイラけん、フランス語: Cercle de Dioïla）は、マリ共和国の地方行政区画でディオイラ州を構成する圏のひとつ。行政の中心地はディエドゥーグー (ディオイラ圏)のディオイラ（fr:Dioïla）におかれる。下級単位のコミューンは2009年時点で23団体あり、2009年の統計で人口は249,403人を数える。
1977年以前まで複合圏である「バマコ圏」として首都を擁する地方自治体であったが、現在はそれぞれバマコ特別区、カティ圏となっている。2023年2月22日、ディオイラ圏は単独で州（ディオイラ州）となった。これに伴い旧ディオイラ圏は再編され、新たなディオイラ圏を含む6つの圏に分割された。
ディオイラ圏は主にバンバラ族農家が居住しており、植民地時代以前はバンバラ王国（en:Bamana Empire）の一角を形成していた。この地方の特質の為、アニミズムは20世紀に入っても根強く信仰されている。ムスリムであるマルカ族（en:Marka people）やフラニ族に漁業を営むボゾ人（en:Bozo people）の集落もある。圏は主に湿潤な歴史上のスーダン地域に属し、サヘル乾燥地帯の南端にある。また、地元はバニ川（en:Bani River）の源流でもある。

## コミューン
ディオイラ圏には2009年時点で以下のコミューンがある。2023年2月22日の行政区画改革により、バンコとマッシグイは単独の圏となり、ンディロンドゥーグー、ナンゴラ、ニャンジラ、ディエベなどのコミューンも新しい圏へ移管となった。
- バンコ (マリ共和国)（fr:Banco (Mali)）
- ベンカジ (シカソ圏)（fr:Benkadi (Dioïla)）
- バンコ (マリ共和国)（fr:Binko）
- デニエコロ（fr:Dégnékoro）
- ディエベ（fr:Diébé）
- ディエドゥーグー (ディオイラ圏)（fr:Diédougou (Dioïla)）
- ディウマン（fr:Diouman）
- ドレンドゥーグー（fr:Dolendougou）
- ゲネカ（fr:Guégnéka）
- ジェカフォ（fr:Jékafo）
- カラドゥーグー（fr:Kaladougou）
- ケメカフォ（fr:Kémékafo）
- ケレラ (ディオイラ圏)（fr:Kéréla）
- キリドゥーグー（fr:Kilidougou）
- マッシグイ（fr:Massigui）
- ンディロンドゥーグー（fr:N’Dlondougou）
- ンガラドゥーグー（fr:N’Garadougou）
- ンゴロブーグー（fr:N’Golobougou）
- ナンゴラ（fr:Nangola）
- ニャンジラ（fr:Niantjila）
- テナンドゥーグー（fr:Ténindougou）
- ワコロ（fr:Wacoro）
- ザン・クーリバリー（fr:Zan Coulibaly）